# Sargans
Sargans je obec (historické město) ve švýcarském kantonu St. Gallen a centrum oblasti zvané Sarganserland. Nachází se na jihovýchodě kantonu, nedaleko hranic s Lichtenštejnskem. Žije zde přibližně 6 100 obyvatel.

## Geografie

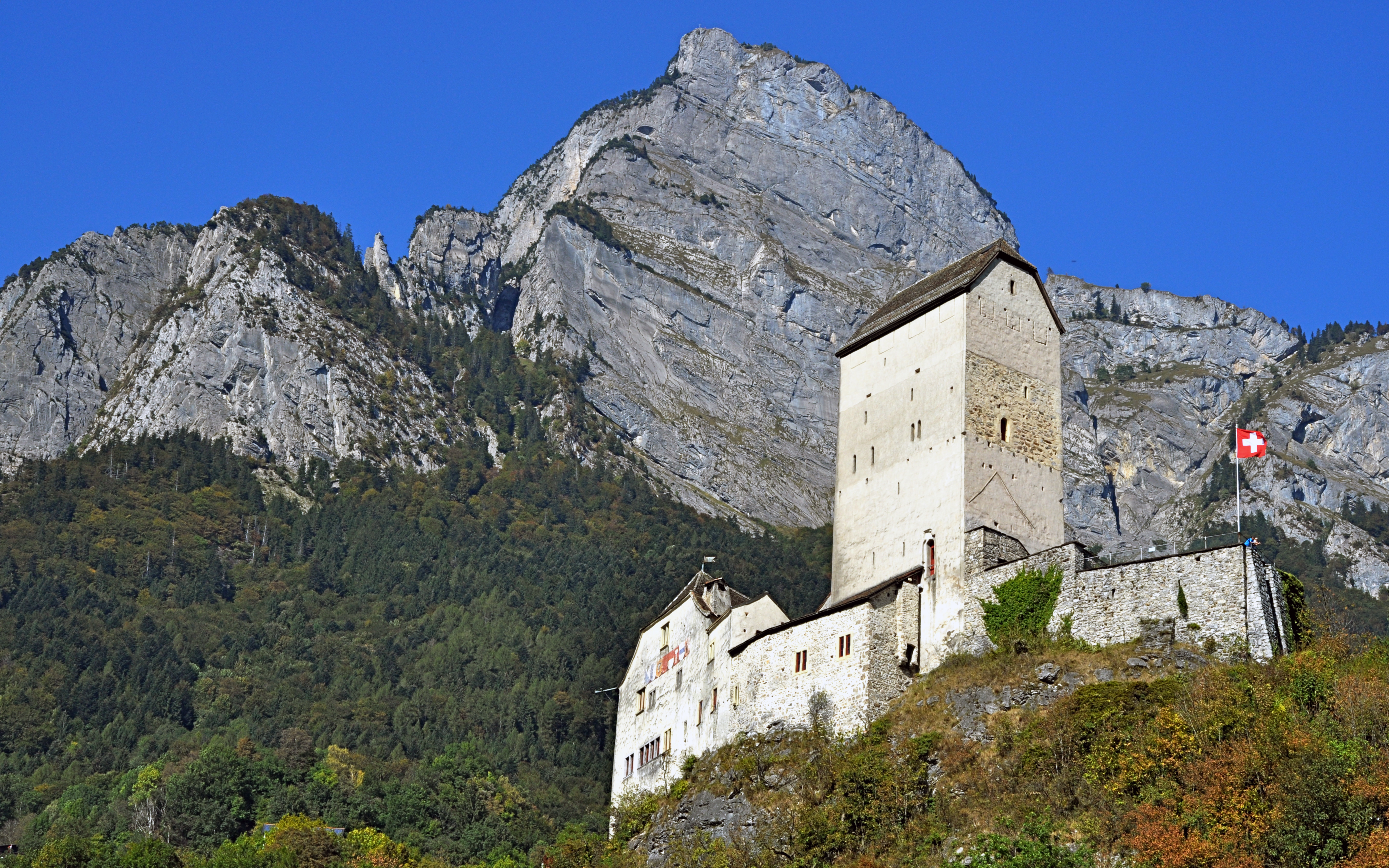
Hrad Sargans

Sargans leží na rozhraní údolí Alpského Rýna, které se zde stáčí z jihovýchodu na severovýchod, a údolí řeky Seez, které spojuje údolí Alpského Rýna s Curyšským jezerem bez výrazného výškového rozdílu.
Nejnižším bodem je železniční stanice v nadmořské výšce 480 m n. m., nejvyšší bod obce leží na masivu Gonzenu v nadmořské výšce 1830 m n. m. Nejvýše položená obydlená část Sargansu leží na svahu Gonzenu v nadmořské výšce 730 m n. m. a nazývá se Prod. K obci patří také osada Vild na severovýchodě.
Díky své geografické poloze je Sargans významným dopravním uzlem východního Švýcarska, regionálním hospodářským a kulturním centrem a vzdělávacím místem s mnoha školami.
Sousedními obcemi jsou Mels a Vilters-Wangs, s nimiž Sargans tvoří malou aglomeraci s přibližně 20 000 obyvateli.

## Historie

Vyobrazení Sargansu z počátku 18. století

Historie a současnost Sargansu byla vždy určována dopravou. Jako „dvojitá brána do Alp“ s přístupovými body z údolí Seezu a Rýna lze na malém území nalézt pravěké, římské, středověké a novověké stopy osídlení. Železnice postavená v letech 1858–1859 i moderní silnice a dálnice podtrhují dobrou dopravní situaci, otevřený přístup a rozmanitou síť vztahů mezi obyvateli Sargansu a okolím.
V Sargansu stál od 1. do 3. století římský statek. Již tehdy se na Gonzenu těžila železná ruda. Důl Gonzen byl v provozu až do roku 1966 a lze jej navštívit i dnes. Po staletí byl důležitým hospodářským faktorem pro Sargans a také pro celou oblast Sarganserland.

Sargans; letecký snímek z roku 1919

První zmínka o Sargansu pochází z roku 765 n. l., kdy je Sargans zmiňován jako Senegaune. V 9. století je zde doložen křesťanský kostel a první věž hradu byla postavena v roce 1100. Až do roku 1798 byl hrad centrem hrabství Sargans a dal jméno šlechtickému rodu hrabat Werdenberg-Sargans. Ti zde kolem roku 1260 založili městečko či město Sargans. Měšťané měli až do roku 1798 privilegia nad sousedními městy v hrabství Sargans. V roce 1405 byl Sargans obléhán během apenzellerských válek. Počátkem února 1445 byl Sargans obležen během staré curyšské války a - s výjimkou hradu - zničen až na základové zdi. Požár v roce 1811 město opět zničil. Od léta 2007 upozorňuje na zajímavá místa kulturní stezka. Kromě domů obklopených příkopy a hradbami v centru patří k obci také místní části a osady Schwefelbad, Farb, Töbeli, Vild, Ratell a Prod.
Od roku 1803 je Sargans hlavním městem Sarganserlandu v nově založeném kantonu St. Gallen. Po regulaci Rýna a melioraci Rýnské nížiny začal ve 20. století silný nárůst počtu obyvatel a rozšiřování sídelní oblasti.

## Obyvatelstvo
| Rok            | 1800 | 1850 | 1900 | 1950 | 1960 | 1970 | 2000 |
| Počet obyvatel | 680  | 907  | 931  | 2075 | 2571 | 4058 | 4765 |

## Doprava

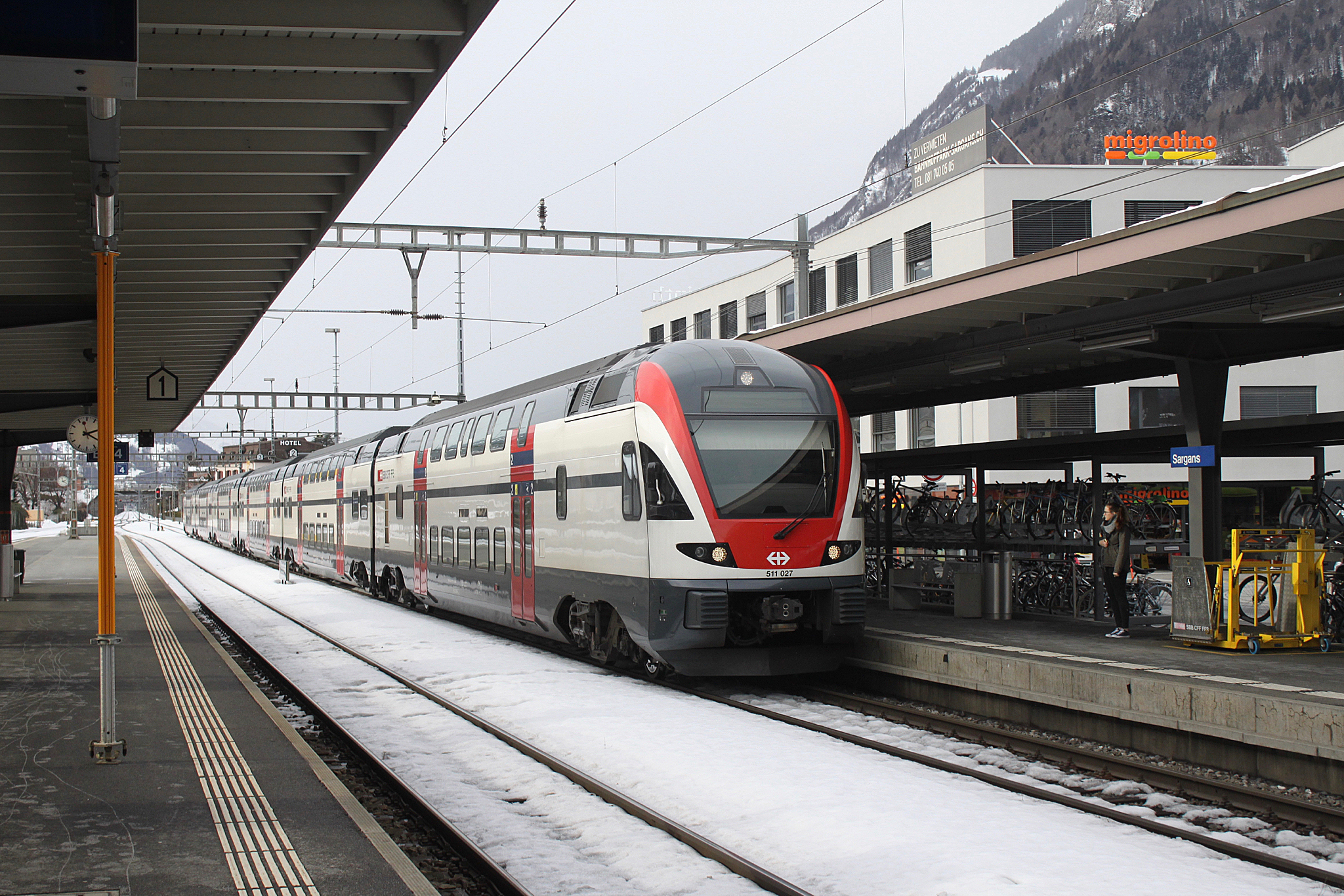
Vlak v železniční stanici Sargans

Sargans je dopravním uzlem, protože se zde sbíhají údolí Alpského Rýna a údolí řeky Seez. Z hlediska silniční dopravy se zde nachází dálniční křižovatka s dálnicemi A3 a A13. Z hlediska železniční dopravy se na nádraží Sargans setkává železniční trať Sargans–Ziegelbrücke s tratí Chur–Rorschach, přičemž trať od Rorschachu je formou smyčky zapojena do obou zhlaví stanice Sargans. Díky tomu je průjezd stanicí možný všemi směry přímo, bez úvrati.
Stará Schollbergská silnice ze Sargans do Trübbachu, dokončená v roce 1492, byla první spolkovou silnicí. Byla obnovena a od roku 2014 je přístupná jako turistická stezka.